# Power Gate
Power Gate è una tecnologia annunciata da Intel nel corso del 2008 e sviluppata allo scopo di aumentare l'efficienza energetica dei propri microprocessori basati sull'architettura Nehalem (successiva all'Intel Core Microarchitecture dei Core 2 Duo e Core 2 Quad).

## Principi di funzionamento
Grazie al processo produttivo a 45 nm con gate metallici ad alta costante dielettrica, è stato possibile integrare nel die i nuovi transistor Power Gate, il cui scopo è quello di lavorare a stretto contatto con la più famosa tecnologia SpeedStep, destinata anch'essa al risparmio energetico, al fine di minimizzare il consumo della CPU.
I processori dotati della tecnologia Power Gate sono in grado di rallentare e accelerare individualmente la frequenza di ogni singolo core di cui sono composti (l'architettura Nehalem prevede processori da 2 a 8 core) a seconda della specifica occupazione e arrivare addirittura allo "spegnimento" degli interi core, riducendone il voltaggio a zero, e non limitandosi a diminuirne le richieste energetiche, come avveniva con la tecnologia SpeedStep.
Tale tecnologia è abbinata anche ad un'altra, esattamente duale, la cosiddetta Intel Turbo Mode che nelle situazioni in cui alcuni core sono inutilizzati (e di conseguenza spenti da Power Gate) mentre altri sono saturi, provvederà ad operare un certo overclock automatico dei core attivi in modo da migliorare le prestazioni di quelle applicazioni che non sono in grado di sfruttare adeguatamente tutti i core di un processore multi core. Questo aumento di clock farebbe normalmente aumentare il consumo del processore che però, data la contemporanea inattività dei core restanti, rimane comunque all'interno delle specifiche previste in fase di progetto.